# Heiligenhafen
Heiligenhafen (18,12 km²; 9.300 ab. ca.) è una cittadina tedesca  sul Mar Baltico, appartenente al land Schleswig-Holstein (Germania nord-occidentale).
Dal punto di vista amministrativo, si tratta di un comune del circondario dell'Holstein Orientale.

## Geografia fisica
Heiligenhafen si trova sulla penisola di Wagrien (l'estremità orientale dello Schleswig-Holstein, sulla costa meridionale dello stesso), affacciata sulla baia di Kiel (Kieler Bucht), quasi di fronte all'isola di Fehmarn e ad est della capitale del land Schleswig-Holstein.

## Storia

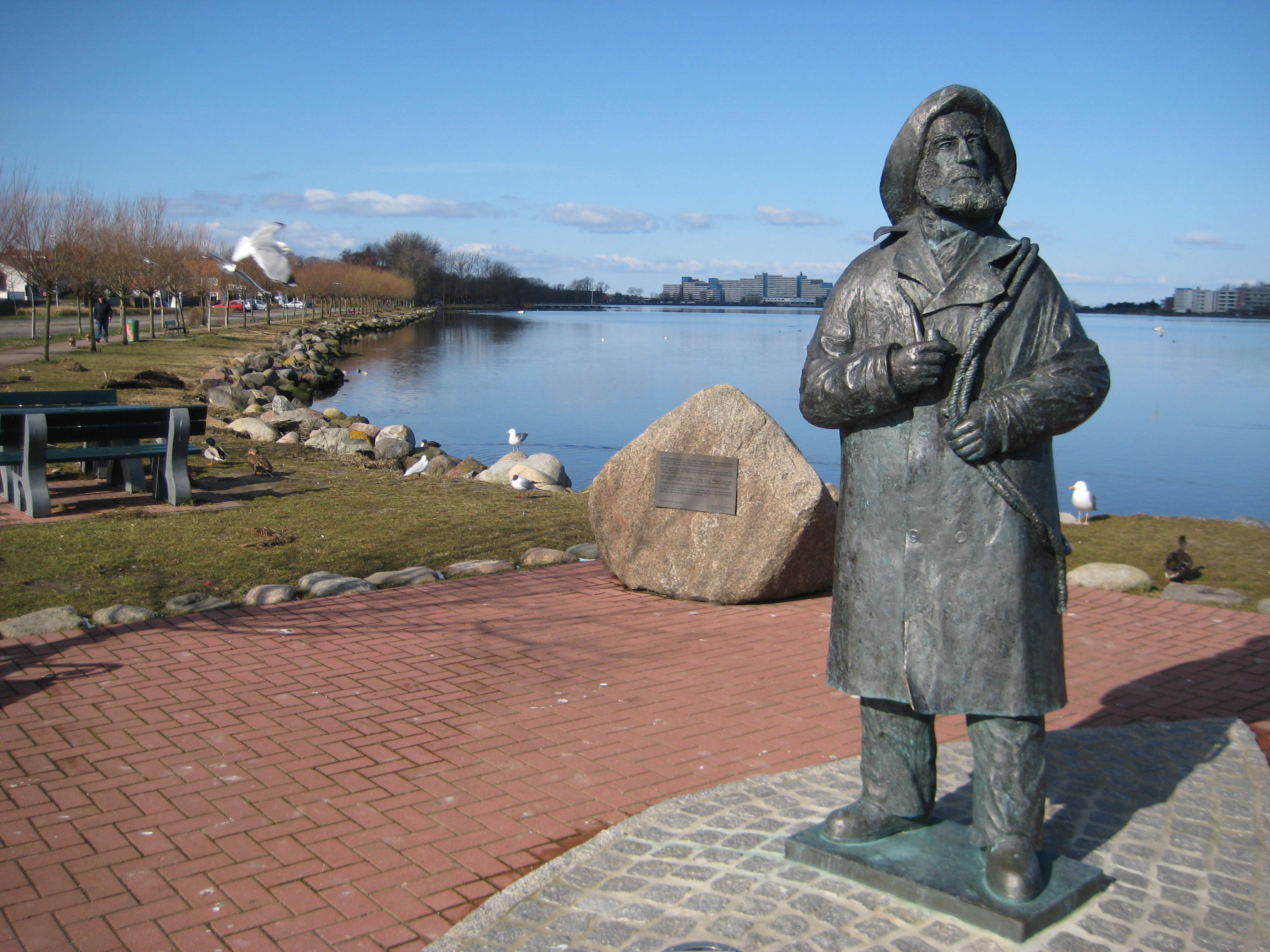
Heiligenhafen: Monumento al pescatore Gottlieb Friedrich Stüben, che nel 1864 fece da guida ai soldati prussiani in una battaglia contro la flotta danese

## Da vedere

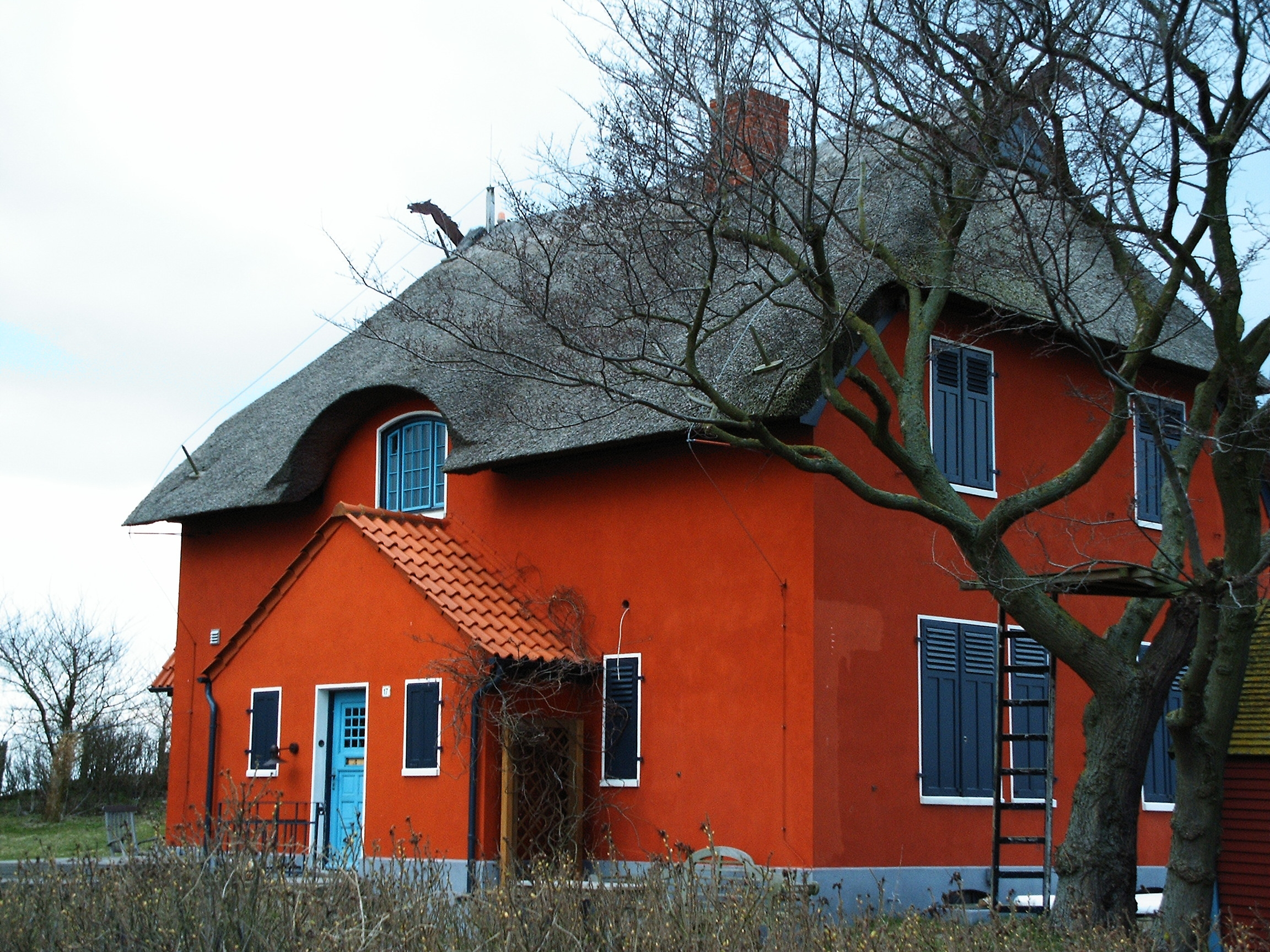
Heiligenhafen: Casa con il tetto di paglia in località Graswarder